# Regimento de Engenharia N.º 1
O Regimento de Engenharia N.º 1 (RE1) ComTE • MCGP • MHA • MHL é um orgão da Componente Fixa do Sistema de Forças do Exército Português, responsável pela organização, treino e manutenção das tropas de construção de edifícios e infraestruturas. Atualmente, o RE1 mantém como unidade operacional o Batalhão de Engenharia de Construções, unidade de apoio geral da Força Operacional Permanente do Exército. O regimento anteriormente localizado no Quartel da Pontinha em Lisboa, está agora no Polígono de Tancos, no local onde era outrora, a Escola Prática de Engenharia.

## Historial
O RE1 é a mais antiga unidade de engenharia do Exército Português tendo sido criado em 1812 com o objectivo de dotar o Real Corpo de Engenheiros com uma unidade de tropas especializadas. Até à criação da unidade o Corpo de Engenheiros usava como mão de obra tropas de unidades não especializadas, que agiam sob orientação dos engenheiros militares. Ao longo da sua história, a unidade teve as seguintes denominações e localizações:
1812 - Batalhão de Artífices Engenheiros, em Lisboa;
1834 - Batalhão de Sapadores, em Lisboa;
1849 - Batalhão de Sapadores, em Abrantes;
1849 - Batalhão de Engenheiros, em Abrantes;
1869 - Batalhão de Engenharia, em Abrantes;
1884 - Regimento de Engenharia, em Tancos;
1911 - 1º Batalhão de Sapadores Mineiros, em Lisboa
1911 - Batalhão de Sapadores Mineiros, em Lisboa
1926 - Regimento de Sapadores Mineiros N.º 1, em Lisboa;
1927 - 1º Batalhão do Regimento de Sapadores Mineiros, em Lisboa;
1940 - Regimento de Engenharia N.º 2, em Lisboa;
1947 - Regimento de Engenharia N.º 1, em Lisboa.
2014/2015 - Regimento de Engenharia Nº1, em Tancos
Desde 1974, altura em que absorveu o Batalhão de Sapadores dos Caminhos de Ferro, que o RE1 é também o herdeiro das tropas de caminhos de ferro do Exército Português, cuja unidade criada em 1884, teve as seguintes denominações:
1884 - Companhia de Caminhos de Ferro do Regimento de Engenharia;
1911 - Grupo de Companhias de Caminhos de Ferro;
1917 - Batalhão de Sapadores de Caminhos de Ferro do Corpo Expedicionário Português (em França);
1919 - Batalhão de Sapadores dos Caminhos de Ferro;
1926 - Regimento de Sapadores dos Caminhos de Ferro;
1937 - Batalhão de Sapadores dos Caminhos de Ferro.

## Condecorações[2]
- A 25 de Abril de 1999 foi feito Membro-Honorário da Ordem da Liberdade
- A 9 de Outubro de 2012 foi feito Membro-Honorário da Ordem Militar de Avis